# Polyazulene

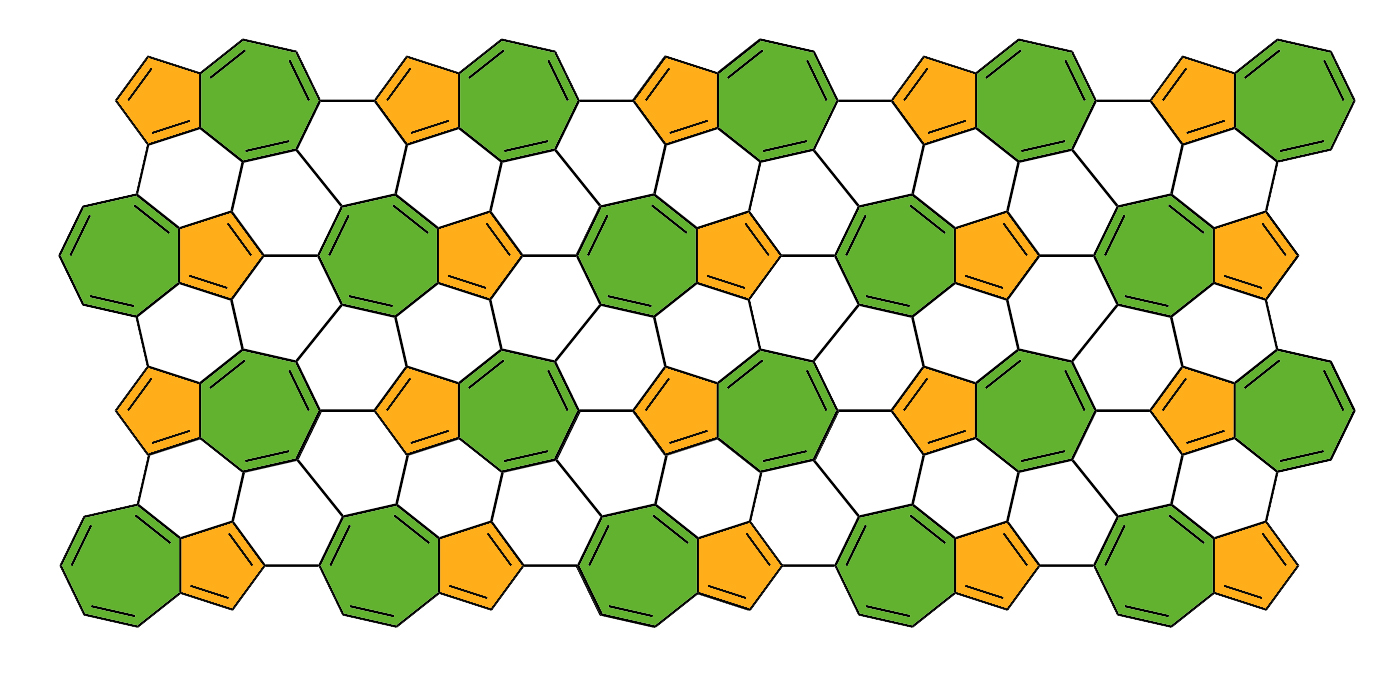
Azulen-Molekülbänder, hergestellt aus 2,6-Polyazulen 2 (schematische Präsentation)

Polyazulene bilden eine Stoffgruppe kettenförmiger makromolekularer organisch-chemischer Verbindungen, die sich vom Azulen ableitet.

## Herstellung

### 2,6-Polyazulen
Ausgehend von Azulen wurde zuerst 2,6-Dibromazulen (1) synthetisiert. Auf einer Gold-Oberfläche Au(111) wurden dann aus 1 in einer Hochvakuum-Apparatur 2,6-Polyazulen (2), bestehend aus polymeren 2,6-verknüpften Azulen-Molekülen, mittels Ullmann-Kupplung hergestellt:

### 1,3-Polyazulen
Aus 1,3-Dibromazulen (3) kann man mit dem Nickel-Komplex Ni(COD)2 das kettenförmige 1,3-Polyazulen (4) synthetisieren:

## Verwendung

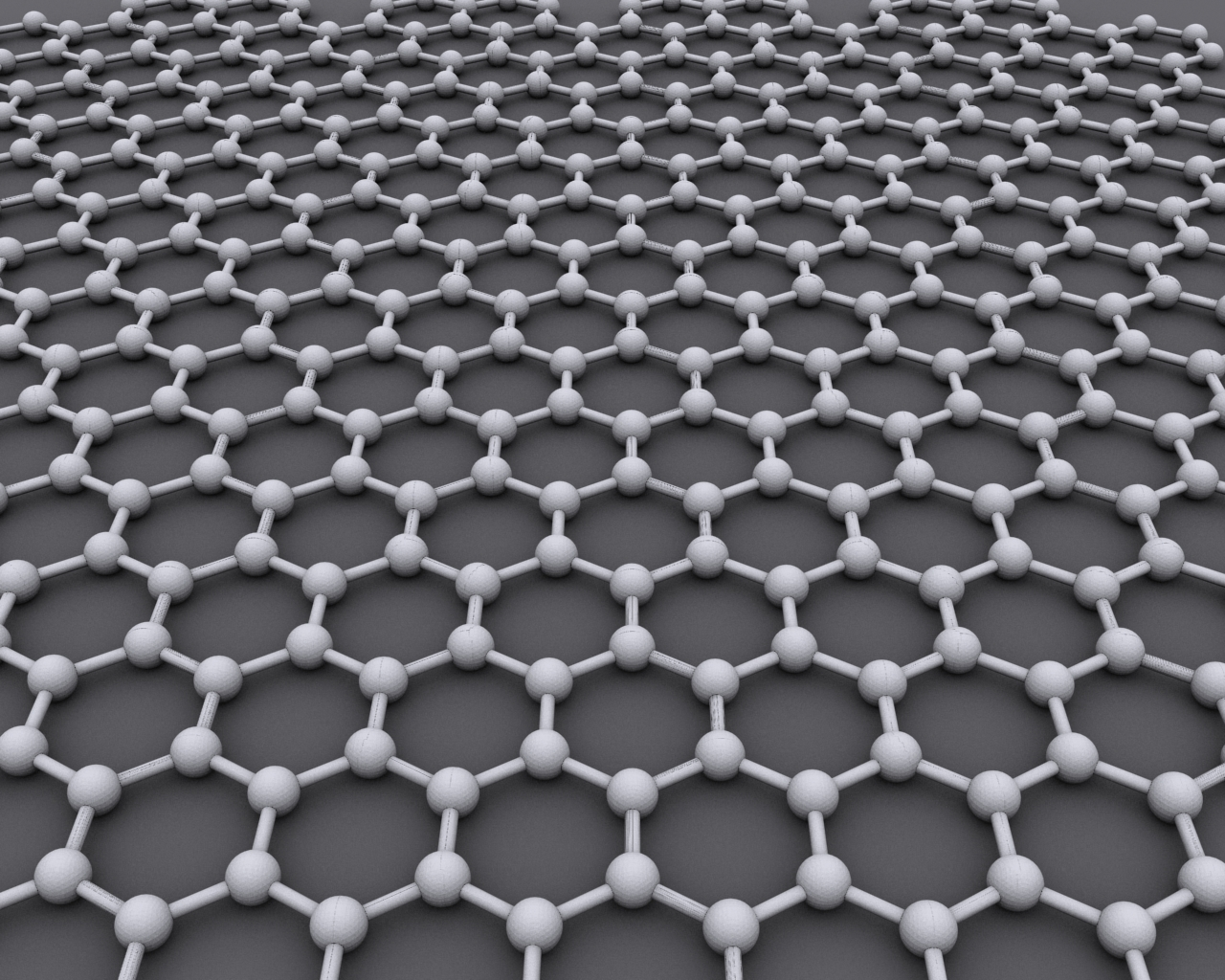
Graphen-Modell

Durch sehr vorsichtiges Erhitzen von 2 werden die Polyazulen-Ketten miteinander verknüpft. Es resultieren Molekülbänder – sogenannte Nanoribbons – die trotz des Vakuums an der Au(111)-Oberfläche haften bleiben. Bisher konnte eine kleine Menge von ca. 1 cm² Fläche hergestellt werden. Diese Materialien sind ein weiterer Schritt hin zu einer neuen Modifikation des Kohlenstoffs mit zweidimensionaler Struktur, in der die Kohlenstoffatome in ungleichförmigen Winkeln von drei weiteren Kohlenstoffatomen umgeben sind und dennoch ein regelmäßiges Muster ausbilden. Im Wissenschaftsmagazin Nature wurden sie als „Cousin des Graphens“ klassifiziert, in dem jedes Kohlenstoffatom – jedoch abweichend im Winkel von 120° – von drei weiteren Kohlenstoffatomen umgeben ist und somit eine regelmäßige wabenförmige Struktur resultiert.
Ziel weiterer Forschungsarbeiten soll es sein, größere Flächen der Molekülbänder ausgehend von Polyazulen-Ketten 2 herzustellen.

## Eigenschaften und Anwendungsmöglichkeiten
Die Forschung auf diesem Gebiet ist – im Vergleich zu Graphen – von einer praktischen Anwendung noch weit entfernt. Die Anwendungsideen reichen von rasend schnellen Transistoren bis zu ungeahnt lange währenden Akkumulatoren.